# Ромеро Робледо, Франсиско
Франсиско Ромеро Робледо (исп. Francisco Romero Robledo; 8 марта 1838, Антекера — 3 марта 1906, Мадрид) — испанский политический деятель.

## Биография
В Андалусии, где он родился, владел несколькими крупными поместьями. С 1856 года, с небольшими перерывами, состоял депутатом в кортесах, где пользовался значительным влиянием в рядах Либерально-консервативной партии, благодаря своему ораторскому таланту и серьёзному образованию. Большой устойчивостью и определённостью воззрений Ромеро Робледо, однако, не отличался. В 1850-х годах, ещё до вступления в кортесы, он более склонился к либерализму. Ромеро Робледо принял деятельное участие в сентябрьской революции 1868 года, изгнавшей королеву Изабеллу, и принадлежал к революционной юнте в Мадриде; затем недолго был министром общественных работ. Позднее Ромеро Робледо выступил безусловным противником короля Амедея и, в качестве ближайшего союзника Кановаса дель Кастильо, ратовал за реставрацию Бурбонов. Когда она совершилась, Ромеро Робледо несколько раз был министром (внутренних дел, колоний, юстиции). Он решительно протестовал против каких бы то ни было уступок кубинцам, боровшимся за независимость.